# Masse de l'Univers
 (janvier 2010).
Si vous disposez d'ouvrages ou d'articles de référence ou si vous connaissez des sites web de qualité traitant du thème abordé ici, merci de compléter l'article en donnant les références utiles à sa vérifiabilité et en les liant à la section « Notes et références ».
Le concept de masse de l'Univers, parfois employé dans la littérature de vulgarisation, est un concept ambigu visant à donner un ordre de grandeur d'une région de l'Univers, en général de l'ordre de l'univers observable. Il peut le cas échéant désigner la masse totale de l'Univers dans l'hypothèse où le modèle cosmologique utilisé décrit un univers d'extension spatiale finie. C'est en particulier le cas si l'Univers est homogène, isotrope, et de courbure spatiale positive, ou s'il possède une topologie compacte telle celle d'un tore.
Une étude de 2020, calcule la densité de matière de l'Univers à 31,5 % ± 1,3 %, le complément étant constitué d'énergie noire. Cette matière serait composée de 20 % de matière observable et de 80 % de matière noire,.

## Un concept ambigu
Le terme de « masse de l'Univers » n'est pas employé en cosmologie. Parmi les raisons, figure le fait que les quantités importantes en cosmologie sont les densités d'énergie, la valeur absolue de la masse dépendant de fait du volume considéré. Une autre raison est que le terme même de masse est ambigu dans le contexte de la cosmologie. L'Univers à grande échelle est décrit par les lois de la relativité générale, qui stipulent que ce qui intervient dans la gravitation est l'énergie et non la masse tant que l'on considère de la matière ordinaire, composée d'atomes (qu'on appelle dans ce contexte matière baryonique), masse et énergie sont liées par la célèbre formule E=mc2, mais dès que l'on considère d'autres formes d'énergie, comme le rayonnement électromagnétique, on est en présence d'objets d'énergie non nulle mais de masse nulle ou, dans d'autres cas, difficile à définir (comme avec une constante cosmologique). L'ambiguïté de ce concept est exacerbée par le fait que si l'on raisonne correctement, c'est-à-dire en termes de densité d'énergie, la contribution à celle-ci issue de la matière ordinaire, pour laquelle le concept de masse est bien défini, est relativement faible, de l'ordre de 4 % à 5 %.

## La masse de l'univers observable
L'univers observable correspond à la région de l'Univers accessible à nos observations. Son extension réelle est déterminée par son contenu matériel. Le modèle standard de la cosmologie, le modèle qui s'est peu à peu imposé depuis l'an 2000 comme décrivant de façon satisfaisante l'ensemble des observations en cosmologie, offre une description apparemment satisfaisante du contenu matériel de l'Univers. Il stipule notamment la valeur de la constante de Hubble, c'est-à-dire le taux d'expansion actuel de l'Univers. La valeur communément admise est d'environ 70 kilomètres par seconde et par mégaparsec. À partir de cette quantité, il est possible de déterminer la densité critique de l'Univers. Cette densité critique vaut environ 8,32×10-10 J·m-3. On peut, utilisant la formule E =m c2 transformer cette densité critique, qui est une densité d'énergie, en masse volumique, ce qui donne 9,24×10-27 kg·m-3. On peut, sans perte de généralité, diviser ce résultat par la masse du proton pour en déduire la concentration équivalente de nucléons, ce qui donne 5,4 nucléons par mètre cube.
Le modèle standard de la cosmologie stipule également que la densité d'énergie totale de l'Univers est indistincte de la densité critique. Les chiffres donnés plus haut décrivent donc la densité d'énergie totale de l'Univers, ainsi que leur équivalent en termes de masse volumique ou concentration de nucléons. Il est cependant à noter que la matière baryonique ne correspond qu'à une petite partie (environ 4,5 %) de ce total ; ainsi la vraie concentration de nucléons, et donc d'atomes puisque la majeure partie de la matière baryonique est sous forme d'hydrogène, est de l'ordre de 0,25 nucléon par mètre cube.
Enfin, la plupart des modèles cosmologiques indiquent que la taille de l'Univers observable, appelée horizon cosmologique, est de l'ordre du rayon de Hubble, c'est-à-dire du rapport c / H0, c étant la vitesse de la lumière et H0 la constante de Hubble définie plus haut. Avec la valeur donnée ci-dessus, le rayon de Hubble vaut environ 4 300 mégaparsecs, soit dans les 1,32 × 1026 mètres. La valeur exacte du rayon de Hubble dépend de la nature de l'ensemble des formes d'énergie qui emplissent l'Univers. Celui-ci étant composé à environ 70 % d'énergie noire, une forme d'énergie à pression fortement négative, et 30 % de matière de pression négligeable (matière baryonique et matière noire), les calculs indiquent que l'horizon cosmique fait environ 3,15 fois le rayon de Hubble, soit 4,16 × 1026 mètres. Une sphère possédant un tel rayon possède un volume de 3 × 1080 m3. La masse correspondante est alors de 2,78 × 1054 kg, et environ 20 fois moins (1,25 × 1053 kg) si l'on considère la seule contribution de la matière ordinaire. Le nombre de nucléons peut également être calculé de cette manière, et atteint les 0,75×1080, très souvent arrondi à la valeur de 1080. De même, il n'est pas rare d'exprimer la masse baryonique de l'univers observable non pas en kilogrammes, mais en masses solaires (environ 2 × 1030 kg), ce qui donne 6,3×1022, souvent arrondi à 1023. La masse solaire s'avérant être proche de la masse moyenne des étoiles, ce nombre est aussi souvent employé pour donner l'ordre de grandeur des étoiles de l'univers observable, même si là encore, ce nombre brut n'est pas spécialement utile en cosmologie.